# Hotel Bristol (Bělehrad)
Hotel Bristol (v srbské cyrilici Хотел Бристол) se nachází v hlavním městě Srbska, v Bělehradě, v lokalitě Savamala, na třídě Karađorđeva, nedaleko stejnojmenného parku a bývalého hlavního nádraží. Oproti ní přes ulici Hercegovačka se nachází budova Bělehradské záložny.
Třípatrová budova má nápadné secesní prvky rozmístěné po celé fasádě. Nápadná jsou okna a výlohy v přízemí, dekorativní pás se secesními prvky je umístěn mezi střechou a nejvyšším patrem. Jednotlivé rohy jsou zakončeny věžičkami. Je kulturní památkou s ev. č. SK790.

## Historie
Budova hotelu vznikla podle návrhu architekta Nikoly Nestoroviće. Původně měla sloužit jako pojišťovna. Realizována byla v letech 1910 až 1912 a ve své době byla jednou z největších budov ve městě.
Na počátku 20. století byl pro tento hotel hlavní rival Hotel Moskva. Stal se jedním z center kulturního života města na počátku století a před vypuknutím první světové války. Ubytovávaly se v něm přední osobnosti společenského života, přenocovali zde např. i Rockefellerové. V polovině století, po znárodnění jej získalo jugoslávské ministerstvo obrany. Ubytovány zde byly rodiny zaměstnanců ministerstva, které pocházely z celé mnohonárodnostní jugoslávské federace a vysocí důstojníci. Později zde bydleli váleční invalidé a vojáci bez domova.
Na konci 20. století byla budova ve špatném technickém stavu. V souvislosti s projektem Beograd na vodi (Belgrade waterfront) byla rekonstruována a začleněna do nového komplexu obnovy sávského břehu metropole.